# Grenadajorddue
Grenadajorddue (Leptotila wellsi) er en kritisk truet dueart, der lever på Grenada.